# The Cinematic Orchestra
The Cinematic Orchestra es un grupo inglés de música fundado en 1999 por Jason Swinscoe, cuyo estilo se mueve en el llamado nu jazz, fusionando diversos elementos.
Las grabaciones del conjunto se publican en el sello independiente Ninja Tune. Además de Jason Swinscoe, la banda está formada por el exmiembro de DJ Food, PC (Patrick Carpenter) a los platos; Tom Chant, quien toca el saxofón y el teclado; el bajista Phil France y el batería Daniel Howard. Fueron miembros de la banda Luke Flowers y T. Daniel Howard como baterías, Jamie Coleman como trompeta, y Alex James tocando el piano. 

## Historia
En 1990 Swinscoe comenzó su carrera musical formando el grupo Crabladder mientras estudiaba Bellas Artes en el Cardiff College, lanzando su primer sencillo en su propio sello discográfico, Power Tools. En 1994 Swinscoe comenzó a trabajar como DJ en Heart FM, una estación de radio pirata en el sur de Londres.
Su álbum debut, Motion, fue lanzando en 1999. Gracias al éxito y a las buenas críticas que cosechó se les pidió que actuaran en el Director's Guild Awards, durante la ceremonia de entrega del Premio a la Trayectoria al director de cine Stanley Kubrick.
En 2001 los organizadores del festival Porto Capital Europea de la Cultura se pusieron en contacto con ellos solicitándoles un nuevo score para la película soviética muda de Dziga Vertov de 1929 Man with a Movie Camera (en castellano, El hombre de la cámara), para ser interpretada en directo durante su proyección. Este trabajo se distinguió de las composiciones habituales de la banda debido a la obligación de ser interpretado en directo, descartando la labor de posproducción que estaba presente en Motion. The Cinematic Orchestra estuvo de gira con esta obra para, a continuación, lanzar el álbum del mismo nombre. Muchas de las composiciones creadas originalmente para este álbum fueron adaptadas posteriormente para su interpretación en directo (añadiendo pistas vocales y elementos electrónicos, entre otros cambios) para el siguiente álbum de la banda, Every Day. Este alcanzó el puesto # 54 en el UK Albums Chart en mayo del 2002.
En 2006 lanzaron una versión de "Exit Music (For a Film)" de Radiohead que apareció en el álbum titulado Exit Music: Songs with Radio Heads. En esta pieza la banda ralentizó el tempo del tema original y dividió este en cuatro secciones diferenciadas tímbricamente, comenzando la pieza con un saxofón, continuando con una guitarra clásica, una guitarra eléctrica y terminando con el mismo ritmo de guitarra acústica que el original.
En mayo de 2007 lanzaron el álbum Ma Fleur. Varios de sus temas están interpretados por Patrick Watson, Fontella Bass o Lou Rhodes.
En diciembre de 2008 grabaron la banda sonora de la película de Disneynature The Crimson Wing: Mystery of the Flamingos, lanzada en Francia originalmente como Les ailes pourpres: Le mystère des flamants. La producción corrió a cargo de la propia banda y de Steve McLaughlin. La partitura fue interpretada en directo con la Orquesta Metropolitana de Londres en Union Chapel, Islington en septiembre de 2009 ganando el premio a la Mejor Banda Sonora Original para una Película Documental en el Jackson Hole Wildlife Film Festival en Wyoming, EE. UU. en octubre de 2009.
En noviembre de 2010 el sello Ninja Tune invitó a The Cinematic Orchestra a actuar en la gala de su vigésimo aniversario en el Royal Albert Hall.
En 2011 The Cinematic Orchestra encargó una serie de composiciones para cortometrajes de vanguardia que se realizaron en el Barbican Centre bajo los auspicios de su curaduría para una serie titulada "In Motion" (junto a Dorian Concept, el saxofonista Tom Chant, Grey Reverend y Austin Peralta).
Posteriormente lanzaron el álbum In Motion #1 en 2012. En 2015 crearon su propia versión de la canción de Melanie De Biasio "I'm Gonna Leave You" para el álbum Gilles Peterson presents - No Deal Remixed. Su cuarto álbum de estudio, To Believe, fue lanzado en marzo de 2019.

## Discografía

### Álbumes de estudio
- Motion (1999)
- Every Day (2002)
- Man With A Movie Camera (2003)
- Ma Fleur (2007)
- In Motion #1 (2012)
- Late Night Tales (2013)
- To Believe (2019)

### Singles
- "Diabolus" (1998)
- "Channel 1 Suite" (1999)
- "Ode To The Big Sea" (1999)
- "All That You Give" (2002)
- "Horizon" (2002)
- "Man With The Movie Camera" (2003)
- "Flite" (2004)
- "Breathe" (2007)
- "To Build a Home" (2007)
- "Breathe" (2007)
- "Entr'acte" (2011)
- "Manhatta" (2011)
- "Arrival of the Birds" (2012)
- "To Believe" (feat. Moses Sumney) (2016)

### Conciertos
- Live At The Vancouver Jazz Festival (2001)
- Live At The Big Chill (2007)
- Ma Fleur Live At The Barbican (2007)
- Live At The Roundhouse (2008)
- Live At The Royal Albert Hall (2008)

### Remixes, Recopilatorios & Soundtracks
- Remixes 98-2000 (2000)
- Radio Session (2002)
- Past, Present & Future: Classics, Instrumentals & Exclusives (2007)
- Soundtrack Collection 1 (2007)
- The Crimson Wing: Mystery Of The Flamingos (2008)
- Late Night Tales (2010)